# Giovanni Petrucci (juriste)
Pour les articles homonymes, voir Giovanni Petrucci et Petrucci.
Giovanni Petrucci, dit Giovanni da Montesperello (né en 1390 à Montesperello, une frazione de la commune de Magione, dans l'actuelle province de Pérouse, en Ombrie, alors dans les États pontificaux et mort en 1464 à Pérouse) est un jurisconsulte et un universitaire italien du XIVe siècle.

## Biographie
Giovanni Petrucci fut professeur de droit civil à l'université de Pérouse où il eut parmi ses élèves Giovanni Battista Caccialupi et Ludovico Pontano (dit Ludovico Romano). Il écrivit des commentaires du Code.  

## Œuvres
- x